# 圣约翰 (美因茨-宾根县)
圣约翰（德語：Sankt Johann，發音：[zaŋkt ˈjoːhan]）是德国莱茵兰-普法尔茨州美因茨-宾根县的市镇，总面积5.66平方千米，2023年12月31日总人口为880人。